# مدیریت خشم

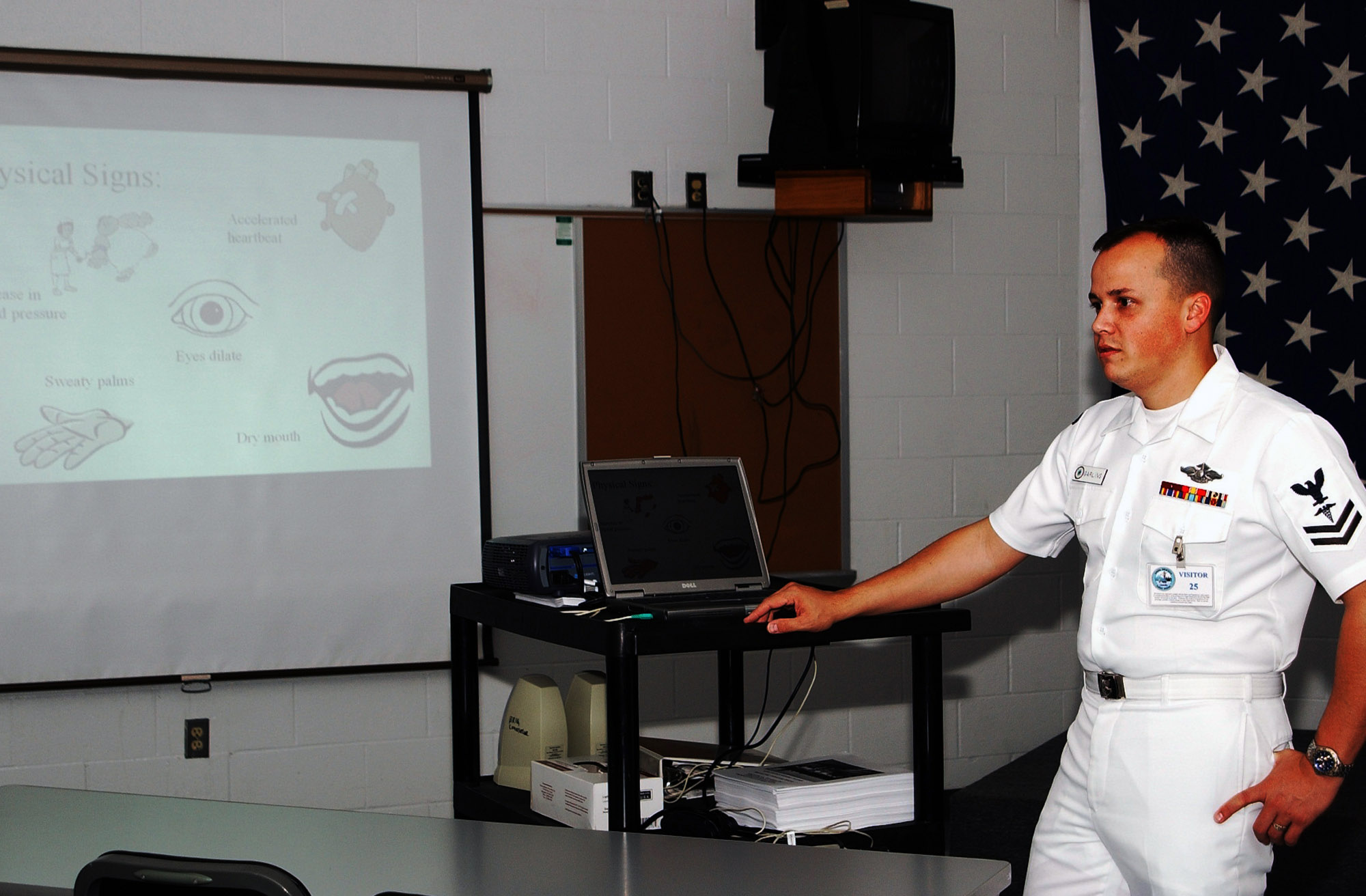
یک دورهٔ مدیریت خشم

مدیریت خشم یا مهار خشم، فراگیری کنترل خشم و مهارت حفظ آرامش و خونسردی است. همچنین، از آن به عنوان جایگزین‌سازی موفق خشم نیز یاد شده‌است. خشم غالباً نتیجهٔ ناکامی، یا احساس ممانعت و انسداد از دستیابی به چیزی است که حس می‌کنیم مهم است. همچنین، خشم می‌تواند پاسخی تدافعی به ترس یا حس آسیب‌پذیری یا بی‌قدرتی بنیانی باشد. برنامه‌های مدیریت خشم، عصبانیت را محرکی می‌دانند که نشئت‌گرفته از علتی قابل‌شناسایی است که می‌توان آن را با استدلال تحلیل و در صورت اقتضا برطرف کرد.
باید توجه کرد که خشم نیز مانند هر احساس دیگری در انسان، یک احساس کاملاً طبیعی است، اما نحوهٔ رویارویی با آن باعث به وجود آمدن مسئله می‌شود. خشم زمانی مشکل‌ساز است که فرد به خود یا اطرافیان آسیب بزند. مدیریت خشم به معنی پنهان کردن عصبانیت در درون فرد یا سرکوب کردن آن نیست. اگر فرد به نحو مناسبی با آن مواجه شود، حتی می‌تواند باعث ارتقای سلامتی و حس خوب در خود شود. برای مدیریت خشم تکنیک‌هایی وجود دارد که به صورت فهرست‌وار از این قرار است:
1. ترک محل و بازگشت
2. عذرخواهی کردن قبل از خشم
3. توجه به این مطلب که ارزش خشمگین شدن را دارد
4. نشخوار کردن فکرهای «عصبانیت ممنوع»
5. خوردنِ آب‌نبات
6. حرف زدن به جای داد و بیداد راه انداختن
7. ابراز خشم مؤثر
8. نحوهٔ ابراز خشم
9. شخص به خود سه گزینه بدهد
10. پرهیز از مصاحبت با افراد خشمگین
11. جایگزین کردن واکنش نشان دادن با پاسخ منطقی به خشم
12. تشویق خود (بالا بردن اعتمادبه‌نفس در خود)
13. پذیرش موقعیت
14. داشتن جرئت[۲].